# Cleveland (Ohio)
Cleveland (kiejtése IPA szerint: ˈkliːvlənd, kb. klívlend) az Amerikai Egyesült Államok egyik nagyvárosa, Ohio államban. Lakosainak száma 372 624 fő (2020. április 1.)., az USA 48. legnagyobb városa, és a második legnagyobb Ohio államban a főváros, Columbus után. Miskolc testvérvárosa. Itt található a Rock and Roll Hall of Fame. A várost különféle becenevekkel illetik: az erdős város, az új amerikai város, Amerika északi partja, hatodik város, C-város.

## Fekvése
A város Ohio állam északkeleti részén, az Erie-tó déli partján fekszik a pennsylvaniai határtól 100 km-re nyugatra.

## Éghajlata
| Hónap                         | Jan.  | Feb.  | Már.  | Ápr.  | Máj. | Jún. | Júl. | Aug. | Szep. | Okt. | Nov.  | Dec.  | Év    |
| ----------------------------- | ----- | ----- | ----- | ----- | ---- | ---- | ---- | ---- | ----- | ---- | ----- | ----- | ----- |
| Rekord max. hőmérséklet (°C)  | 23,0  | 23,0  | 28,0  | 31,0  | 33,0 | 40,0 | 39,0 | 39,0 | 38,0  | 32,0 | 28,0  | 25,0  | 40,0  |
| Átlagos max. hőmérséklet (°C) | 1,3   | 3,1   | 8,1   | 15,1  | 20,8 | 25,9 | 28,1 | 27,1 | 23,3  | 16,8 | 10,4  | 3,5   | 15,4  |
| Átlagos min. hőmérséklet (°C) | −5,7  | −4,7  | −1,0  | 4,7   | 10,1 | 15,4 | 17,9 | 13,3 | 16,9  | 7,4  | 2,7   | −3,1  | 6,2   |
| Rekord min. hőmérséklet (°C)  | −29,0 | −27,0 | −21,0 | −12,0 | −4,0 | −1,0 | 5,0  | 3,0  | 0,0   | −7,0 | −18,0 | −26,0 | −29,0 |
| Átl. csapadékmennyiség (mm)   | 69    | 59    | 74    | 89    | 93   | 87   | 88   | 89   | 97    | 78   | 92    | 79    | 994   |
| Havi napsütéses órák száma    | 101   | 122   | 167   | 216   | 264  | 295  | 307  | 262  | 219   | 170  | 90    | 68    | 2280  |
| Forrás: NOAA                  |       |       |       |       |      |      |      |      |       |      |       |       |       |

## Története

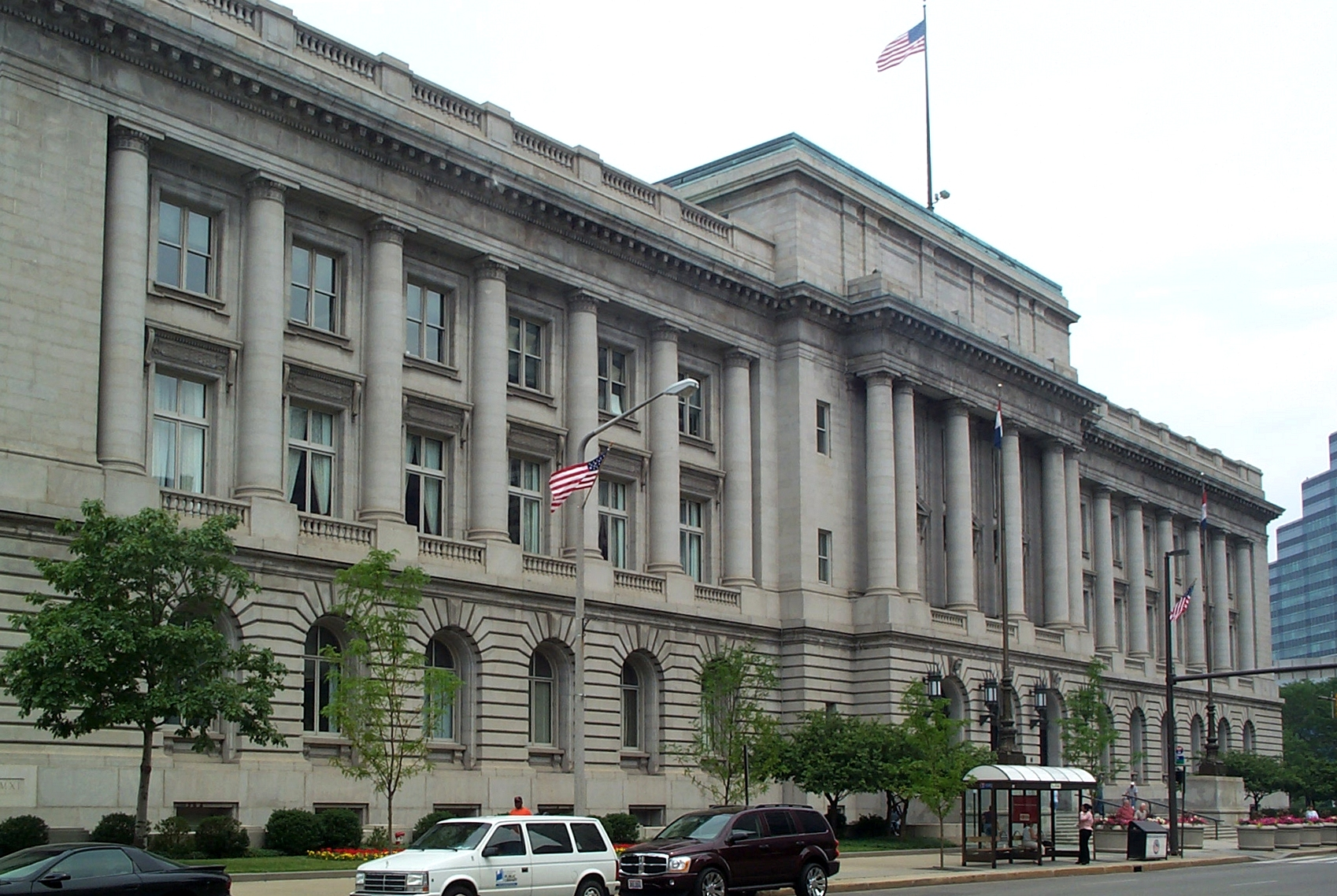
A városháza

1796-ban alapította Moses Cleveland tábornok, aki az alapítás idejében már a Connecticut Land Company főügynöke volt. A település a Cuyahoga folyó torkolatánál, a feldolgozóipar egyik központja lett a település számos csatornájának és vasúti pályáinak köszönhetően. Környezete gazdag szén- és vasérc lelőhelyekkel rendelkezett, amely kedvezett az ipari fejlődésnek. A 19-20. században Ohio állam legnagyobb, legnépesebb városává nőtte ki magát. 
A 20. század elején az észak-amerikai magyarság legfontosabb kulturális és társadalmi központja volt, magyar templomokkal, iskolákkal, 81 kulturális és jótékonysági egyesülettel, 7 napilappal (ezek között a Kohányi Tihamér szerkesztette Szabadság volt a legnagyobb amerikai magyar lap), valamint tíznél több szépirodalmi, vallásos stb. folyóirattal. Az amerikai Magyar Szövetség irodája is itt volt. 1902. szeptember 28-án leplezték le a University Circle téren Kossuth Lajos szobrát, Tóth András művét. A városban élő magyarok száma az 1910-es évek elején meghaladta a 60 ezret.

## Népessége

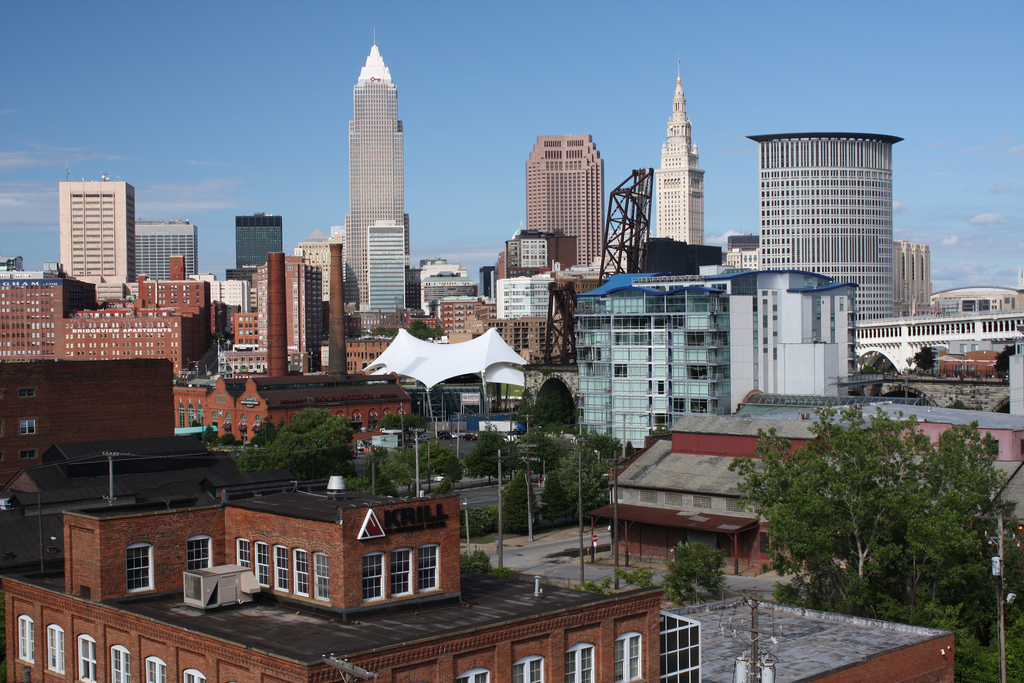
A belváros

A 2000-es népszámlálási adatok alapján a város lakossága 478 403 fő. 190 638 háztartás és 111 904 család alkotja a várost. A népsűrűség 2380,9 fő/km². A lakosság megoszlása származás szerint:
- 50,99% fekete vagy afroamerikai,
- 41,49% fehér,
- 1,35% ázsiai,
- 0,30% amerikai,
- 0,04% csendes-óceáni,
- 3,59% egyéb,
- 2,24% kettő vagy több rassz ötvözete.

| Lakosok száma | 3    | 7    | 150  | 396 815 | 381 009 | 372 624 |
|               | 1796 | 1800 | 1821 | 2010    | 2019    | 2020    |

A lakosság 7,26%-a latin származású. Az etnikai csoportok közé tartoznak: német (9,2%), ír (8,2%), lengyel (4,8%), olasz (4,6%) és angol (2,8%). Jelentős kisebbségek továbbá: magyar, arab, szunni, román, cseh, szlovák, görög, ukrán, albán, horvát, szerb, litván, szlovén, koreai és kínai. A magyar kisebbség korábban olyan számban volt jelen a városban, hogy Cleveland volt Budapest után a második legnagyobb magyaroklakta település. Clevelandben magyar múzeum is van, melynek neve Cleveland Hungarian Heritage Society Museum.

## Gazdaság
A dinasztiaalapító John D. Rockefeller multimilliomos Clevelandből irányította az Amerikai Egyesült Államokat, sőt a világ más részeit is átfogó olajbirodalmát, a városban ma is számos olajfinomító működik. A nehézipar visszaesésével Cleveland vállalkozóinak tevékenysége a kereskedelmi- pénzügyi-, biztosítási- és az egészségügyi szolgáltatásokra irányul.

## Oktatás és tudományos élet
Legnevezetesebb felsőoktatási intézménye a Case Western Reserve University. Ez az Alkalmazott Tudományok Iskolája és a Hudsonben alapított Western Reserve College összevonásával jött létre. Az Alkalmazott Tudományok Iskolájában volt fizikaprofesszor egyebek közt Albert A. Michelson (1883-1889), a Western Reserve College-ben pedig a kémia professzora Edward Williams Morley (1868-tól). Ők 1887-ben itt végezték el a híres Michelson–Morley-kísérletet, amiért Michelson húsz évvel később, első amerikaiként fizikai Nobel-díjat kapott.

## Látnivalók

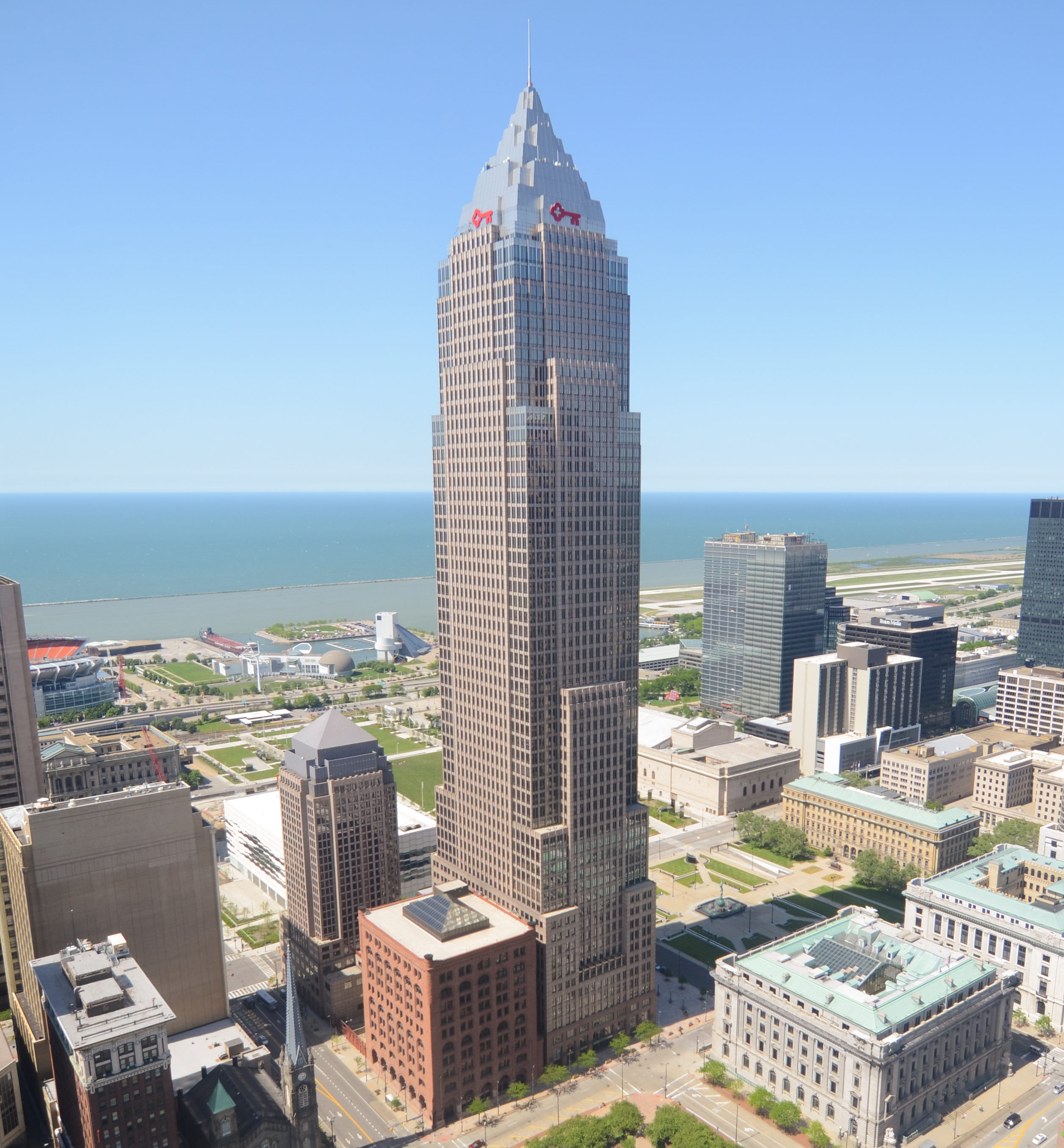
Kulcs torony (Key tower)

## Sportélete
Cleveland professzionális sportcsapatai közé tartoznak:
- Cleveland Indians (MLB)
- Cleveland Browns (NFL)
- Cleveland Cavaliers (NBA)
- Cleveland City Stars (USL)
- Lake Erie Monsters (American Hockey League)

## Ismert személyek

### Itt születtek

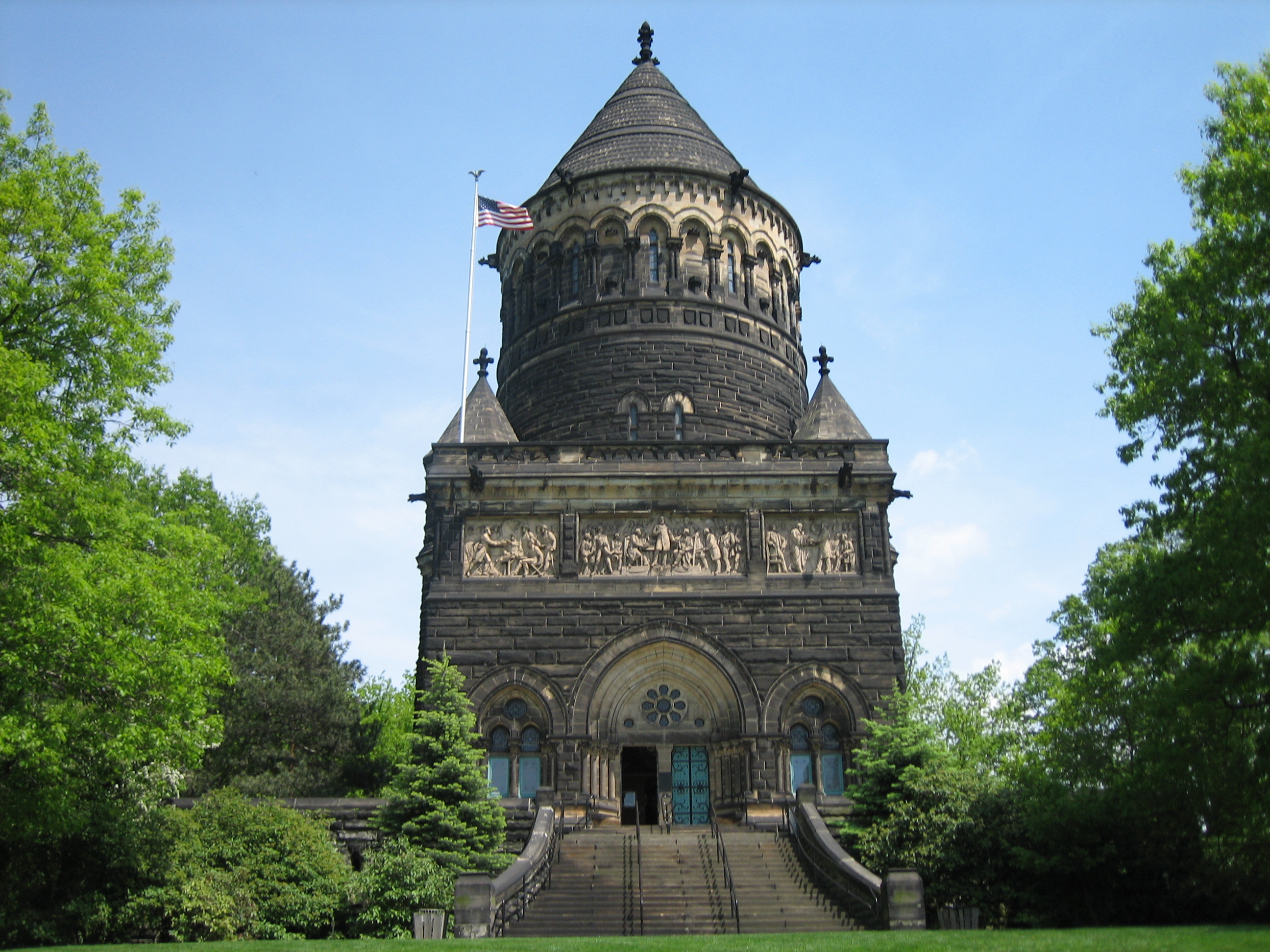
Garfield-emlékmű

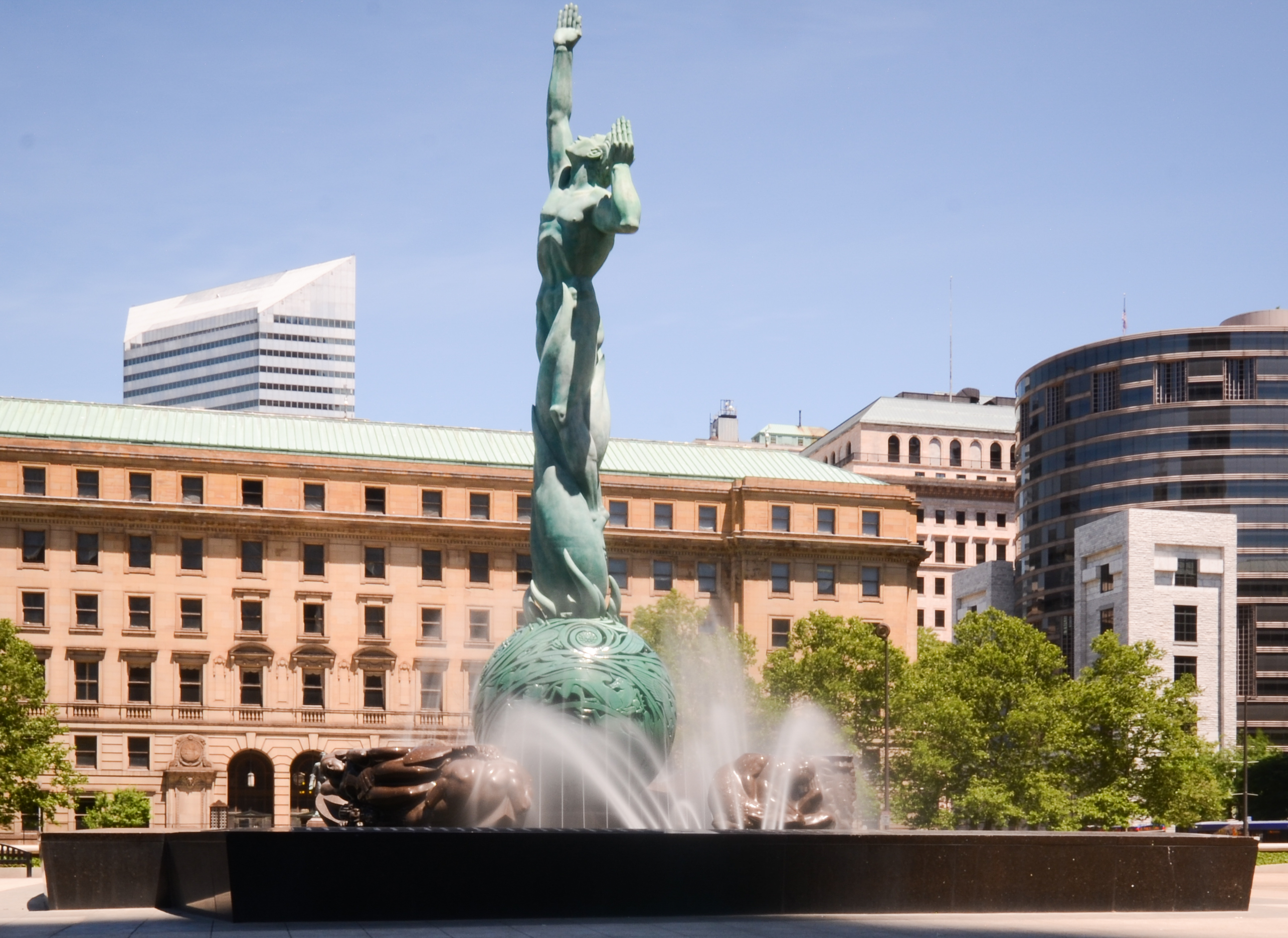
Örök élet szökőkút

- Samuel Alderson (1914–2005), feltaláló
- Albert Ayler, (1936–1970), a free jazz úttörője
- Benny Bailey, (1925–2005), dzsessztrombitás
- Halle Berry, (1968–), színésznő
- Jeffrey A. Carver, (1949–), sci-fi-író
- Tracy Chapman, (1964–), énekes
- Blair Csuti (1945-2020), biológus
- Stephen R. Donaldson, (1947–), sci-fi-író
- Lauren Shuler Donner, (1949–), filmrendező, színész
- Neil Giraldo, (1955–), gitáros és dalszerző
- Donald Arthur Glaser, (1926–2013), Nobel-díjas fizikus, neurobiológus
- Johnny Kilbane (1889–1957), ökölvívó
- Dennis Kucinich, (1946–), politikus
- Harvey S. Laidman, (1942–), filmrendező
- Joe Lovano, (1952–), dzsessz-szaxofonos
- Henry Mancini, (1924–1994), zeneszerző
- Madeline Manning, (1948–), atléta, olimpiai bajnok
- Paul Newman, (1925–2008), filmszínész
- Käthe Papke, (1872–1951), német író
- Murray Salem, (1950–1998), színész, forgatókönyv-író
- Emerson Whithorne, (1884–1958), zeneszerző
- Roger Zelazny, (1932–1995), sci-fi-író
- Ray Austin, (1970–), ökölvívó
- Candace Kucsulain, (1978–), hardcore énekesnő
- Wes Craven, (1939–2015), rendező
- Scott Mescudi – Kid Cudi (1984–), rapper, színész

### Itt haltak meg
- Horváth Géza (1885–1963) magyar katonatiszt, ezredes, országgyűlési képviselő;
- Stitz János (1897–1985) magyar vegyészmérnök, méhész, országgyűlési képviselő;
- Somogyi Ferenc (1906–1995) magyar jogász, jogtörténész, országgyűlési képviselő.